# رود پلنتانگ
رود پلنتانگ (مالایی: Sungai Pelentong) رودی در منطقه نگاری سمبیلان مالزی است.